# Comme un voleur (film, 1999)
Pour plus de détails, voir Fiche technique et Distribution.
Comme un voleur (Thick as Thieves) est un film américain réalisé par Scott Sanders, sorti en 1999.

## Synopsis
Mackin, un voleur de talent, se fait doubler par des flics véreux, sur un coup à un quart de million de dollars à Détroit.

## Fiche technique
- Titre : Comme un voleur
- Titre original : Thick as Tieves
- Réalisation : Scott Sanders
- Scénario : Scott Sanders, d'après le roman Dur à fuir de Patrick Quinn
- Production : Jon Steingart, Andrew Pfeffer
- Société de production : Gigantic Pictures
- Musique : Christophe Beck
- Photographie : Christopher Walling
- Montage : John Pace
- Pays d'origine : États-Unis
- Format : Couleurs - 1,78:1 - Dolby Digital
- Genre : Drame
- Durée : 93 minutes
- Date de sortie : États-Unis, 28 janvier 1999; France, 31 mai 2000

## Distribution
- Alec Baldwin : Mackin
- Khandi Alexander : Janet
- Erich Anderson : Tenesco
- Rebecca De Mornay : détective Louise Petrone
- Andre Braugher : Dink
- Lisette Bross : Patronne du restaurant
- Julia Sweeney : Lisa
- Richard Edson : Danny
- Terrence Evans : chauffeur de bus
- Tom Everett : Bethune
- Bruce Greenwood : Bo
- Janeane Garofalo : Anne
- Michael Hitchcock : Maloney
- Michael Jai White : Pointy